# Franco Lucchini
Pour les articles homonymes, voir Lucchini.
Franco Lucchini (né le 24 décembre 1917 à Rome et mort le 5 juillet 1943 à Catane, en Sicile) est un pilote de chasse italien. Il a 22 victoires confirmées et de nombreuses autres probables. Il est surnommé par ses compatriotes le « Francesco Baracca de la Seconde Guerre mondiale ».

## Biographie
Franco Lucchini combat lors de la guerre d'Espagne et de la Seconde Guerre mondiale au sein de la Regia Aeronautica. Le 5 juillet 1943, son avion, un Macchi M.C.202 Folgore est abattu et détruit par les défenses des bombardiers Boeing B-17 qu'il attaquait au-dessus de Catane. Franco saute trop bas pour que son parachute soit efficace.